# Климат Аляски

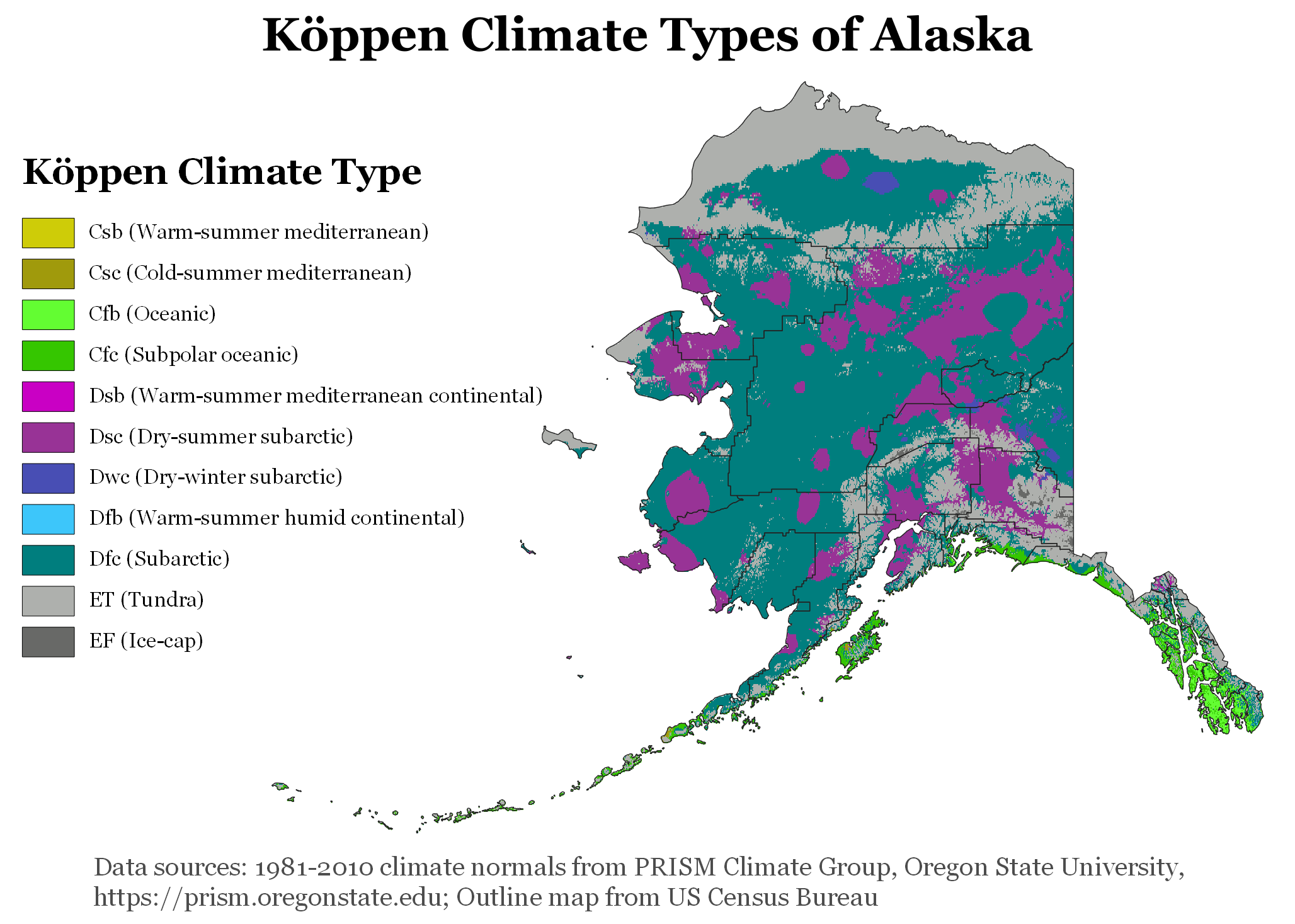
Аляска по классификации климатов Кёплена

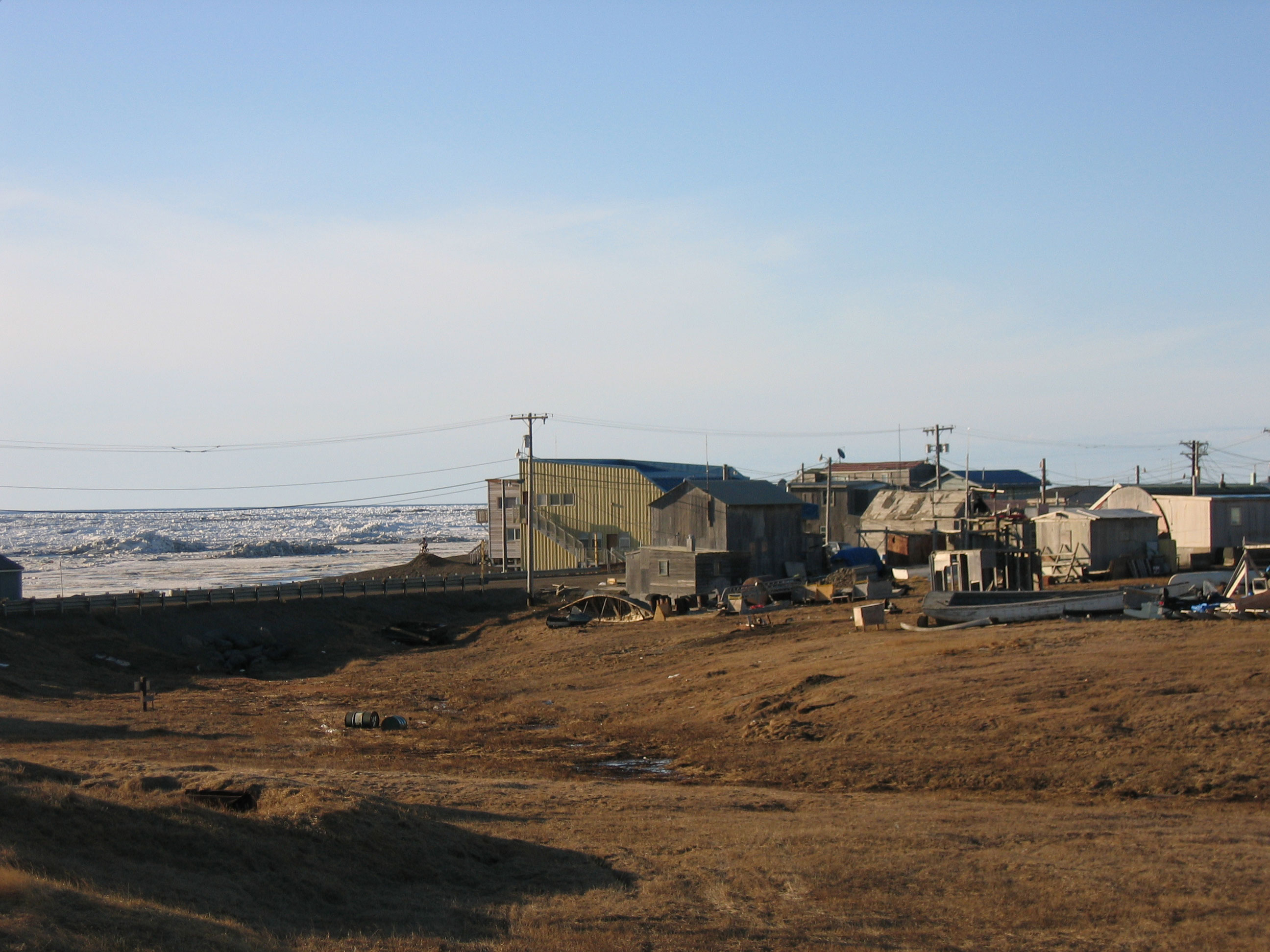
Город Уткиагвик на Аляске является самым северным населённым пунктом Соединённых Штатов Америки.

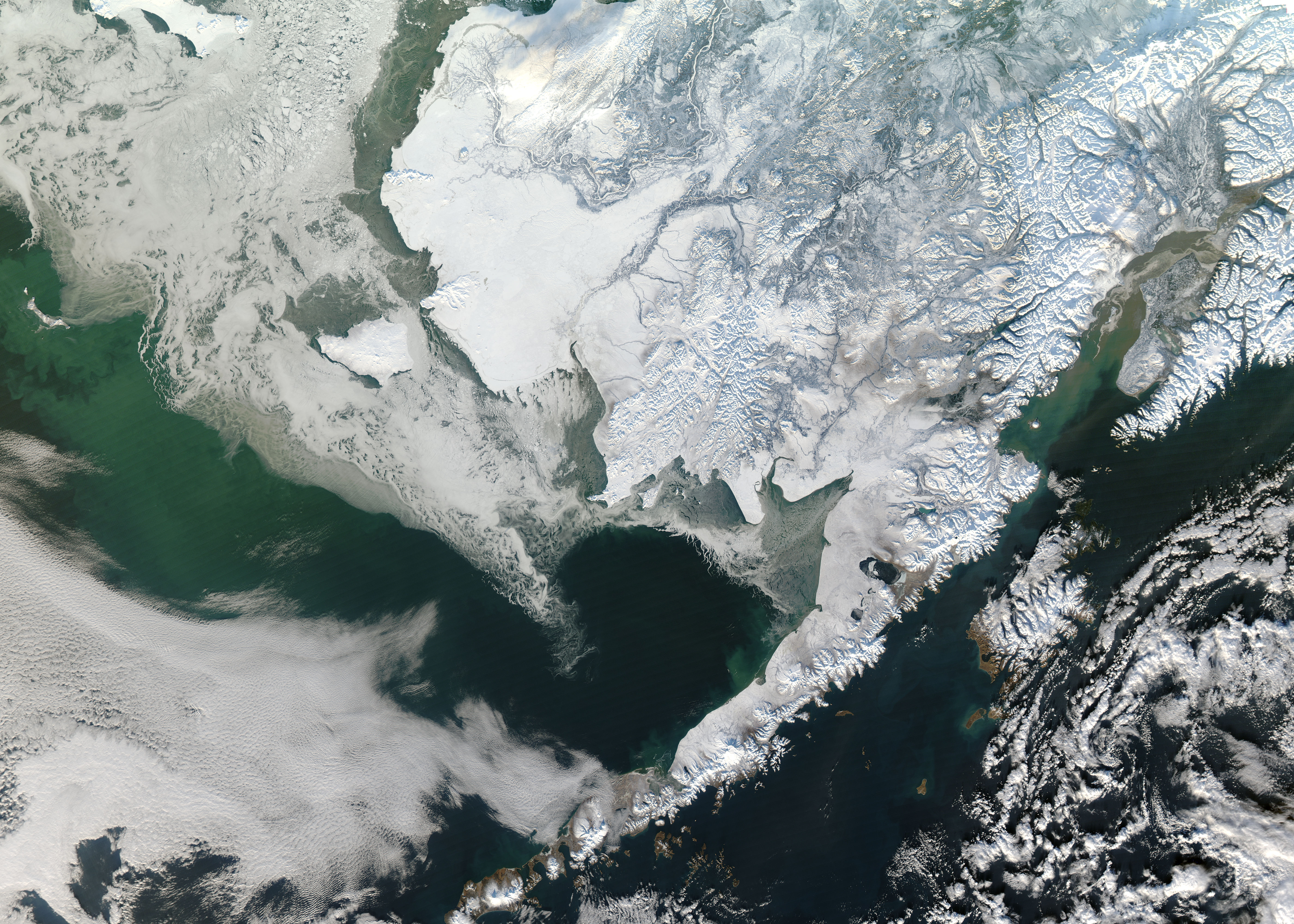

в Джуно и на юго-востоке Аляски морской (индекс Cfb по классификации климатов Кёппена), а на севере штата — субарктический морской (Cfc по Кёппену). Климат в Южной Центральной Аляске — субарктический (Dfc) с коротким и прохладным летом. Климат во Внутренней Аляске можно охарактеризовать как экстремальный; такой климат является хорошим примером субарктического, поскольку как самые высокие, так и самые низкие температуры были зафиксированы именно в этом регионе. На крайнем севере климат арктический (ET) с длинными холодными зимами, прохладным летом и постоянным снежным покровом.

## Температура

### Юго-восток

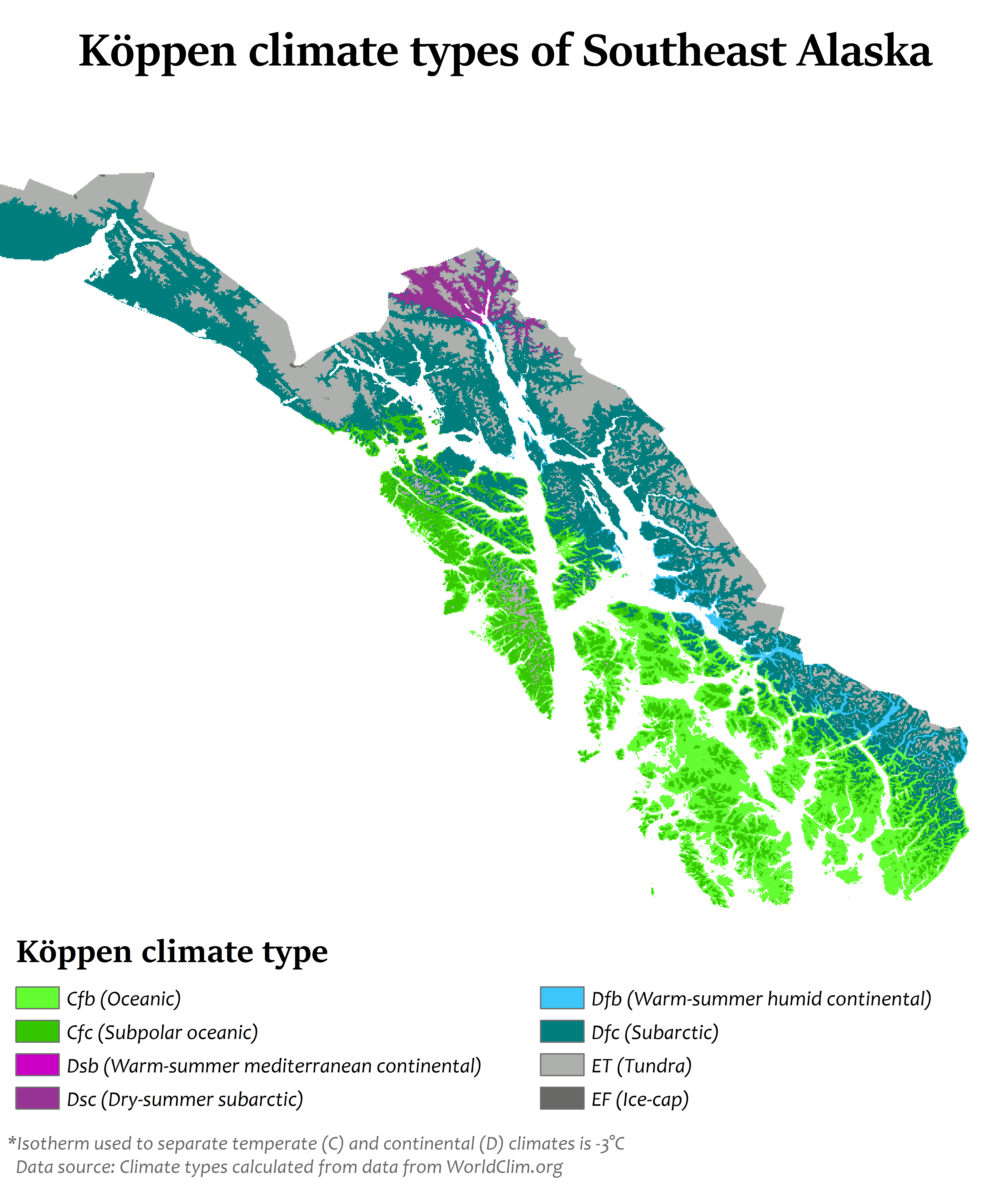
Классификация климатов Кёппена по Юго-Восточной Аляске

Климат в Джуно и на юго-востоке Аляски морской (Сfb по классификации климатов Кёппена) в южной части и морской приполярный (Cfc по Кёппену) в северной части. Большая часть юга области покрыта умеренным лесом. Среднемесячное количество осадков в целом высокое в осенние месяцы (особенно в октябре), а самое низкое — в мае или июне. Этот регион также единственный на Аляске, где средняя дневная температура выше нуля в течение зимних месяцев. Также есть ещё несколько регионов на крайнем юго-востоке Аляски, где средняя температура позволяет вырастить холодостойкие пальмы.

### Юг
Климат в Южно-Центральной Аляске можно определить по Анкориджу — городу с достаточно мягким климатом на фоне штата. Это объясняется тем, что город расположен близко к побережью. При этом он получает меньшее количество осадков, чем юго-восток Аляски. Тем не менее в городе выпадает большее количество снега, однако преобладает ясная погода. Климат субарктический (Dfc) с коротким и прохладным летом. Присутствует частый сильный юго-западный ветер Кник (англ. Knik wind).

### Запад
Климат в Западной Аляске в большой степени определяется по Берингову морю и заливу Аляска. На юго-западе — субарктический морской климат, далее на север — континентальный субарктический. Для крайнего севера температура достаточно умеренная. В северной части полуострова Сьюард выпадает менее 254 мм осадков за год, в то время, как в области между Диллингхемом и Бетелом в год выпадает около 2540 мм.

### Внутренняя Аляска
Климат во Внутренней Аляске можно охарактеризовать как экстремальный; такой климат является отличным примером континентального субарктического. Около Фэрбанкса фиксируются как одни из самых высоких, так и одни из самых низких температур по штату. Летом температура может достигать 34 °C, а зимой температура может опускаться ниже -45 °C, а в редких случаях даже ниже -51 °C. Осадки, как правило, достаточно редки, наибольшее количество выпадает в летние месяцы, с октября по апрель осадки выпадают в виде снега. Ледяной туман представляет собой значительную опасность особенно в холодный период между ноябрем и мартом.

### Север
Климат на крайнем севере Аляски типичен для Полярного круга. Арктический (ET) с длинной, очень холодной зимой и коротким прохладным летом. Даже в июле средняя низкая температура в Уткиагвике едва выше нуля (1,1 °C), а снег может выпадать в любой месяц года.Северная Аляска — самый холодный регион штата.

### Сравнение температуры
| Город     | Январь  | Февраль | Март    | Апрель  | Май   | Июнь | Июль  | Август | Сентябрь | Октябрь | Ноябрь  | Декабрь |
| --------- | ------- | ------- | ------- | ------- | ----- | ---- | ----- | ------ | -------- | ------- | ------- | ------- |
| Бетел     | -11/-17 | -8/-15  | -5/-13  | 1/-7    | 10/0  | 16/7 | 17/9  | 16/8   | 11/4     | 2/-4    | -5/-11  | -8/-16  |
| Анкоридж  | -5/−12  | -3/−10  | 1/−7    | 7/−2    | 13/4  | 17/9 | 19/11 | 17/10  | 13/6     | 5/−2    | -2/−9   | -4/−10  |
| Уткиагвик | −22/−29 | −22/−29 | −21/−28 | −13/−20 | -3/−9 | 5/−1 | 8/1   | 7/1    | 2/−2     | -6/−11  | −14/−20 | -19/−25 |
| Фэрбанкс  | −18/−28 | −13/−26 | −4/−19  | 6/−7    | 16/3  | 22/9 | 23/11 | 19/8   | 12/2     | 0/−9    | −12/−21 | −16/−26 |
| Джуно     | 0/−5    | 2/−4    | 4/−2    | 9/1     | 14/5  | 17/8 | 18/10 | 17/9   | 13/7     | 8/3     | 3/−1    | 1/−4    |
| Ном       | −11/−19 | −9/−18  | −7/−17  | -2/−10  | 6/−1  | 13/5 | 15/8  | 13/7   | 9/3      | 1/−5    | -5/−12  | −8/−17  |
| Уналашка  | 2/−2    | 3/−2    | 4/−2    | 5/0     | 8/3   | 11/6 | 14/8  | 15/9   | 12/6     | 8/3     | 6/0     | 4/−1    |

### Максимумы и минимумы
Самые высокие и самые низкие температуры штата были зафиксированы во Внутренней Аляске. Самая высокая — 37,8 °C была зафиксирована в Форт-Юкон  27 июня 1915 года. Самая низкая температура Аляски (-62,2 °C) была зафиксирована в Проспект-Крик 23 января 1971 года, что на 0,6 °C выше, чем самая низкая температура континентальной Северной Америки (в деревне Снаг, Юкон, Канада). Также на Аляске были зафиксированы рекордно низкие температуры для каждого месяца, за исключением июля и августа.
| Показатель                                            | Янв.  | Фев.  | Март  | Апр.  | Май   | Июнь  | Июль | Авг.  | Сен. | Окт.  | Нояб. | Дек.  | Год   |
| ----------------------------------------------------- | ----- | ----- | ----- | ----- | ----- | ----- | ---- | ----- | ---- | ----- | ----- | ----- | ----- |
| Абсолютный максимум, °C                               | 16,7  | 18,9  | 21,7  | 27,8  | 33,3  | 37,8  | 37,2 | 37,2  | 31,1 | 23,3  | 19,4  | 17,8  | 37,8  |
| Абсолютный минимум, °C                                | −62,2 | −59,4 | −55,6 | −45,6 | −31,7 | −18,3 | −9   | −13,3 | −25  | −45,6 | −51,7 | −57,8 | −62,2 |
| Источник: http://www.infoplease.com/ipa/A0930150.html |       |       |       |       |       |       |      |       |      |       |       |       |       |

## Осадки
В среднем в Джуно выпадает более 1270 мм осадков в год, в то время как в некоторых других районах Юго-Восточной Аляски в год может выпадать 6980 мм. Среднемесячное количество осадков выше всего в сентябре или октябре, а ниже всего в мае-июне. Благодаря дождевой тени прибрежных гор, в Южной и Центральной Аляске не так много дождей, как на Юго-востоке штата, хотя осадков в виде снега в тех же областях выпадает до 7,62 м. В среднем в Анкоридже в год выпадает 410 мм осадков и около 1,91 м снега. На северном побережье залива Аляска выпадает лр 3810 мм осадков в год, в западных частях штата и на севере полуострова Сьюард — менее 250 мм, а в районе между Диллингхемом и Бетелом в среднем около 2540 мм.
Во Внутренней Аляске часто в год выпадает менее 254 мм осадков. Грозы случаются достаточно редко на территории штата, однако во Внутренней Аляске  грозы периодически проходят в летнее время и могут даже вызывать пожары. Гроза в Анкоридже происходит раз в несколько лет. Иногда гроза случается даже в Барроу на Арктическом побережье. Иногда на территории штата возникают слабые торнадо и смерчи, однако Аляска является самым наименее "торнадосклонным" штатом США.